# Rumania en los Juegos Paralímpicos de Sochi 2014
Rumania estuvo representada en los Juegos Paralímpicos de Sochi 2014 por una deportista femenina. El equipo paralímpico rumano no obtuvo ninguna medalla en estos Juegos.